# Distrito de Thann
El distrito de Thann era un distrito (en francés arrondissement) de Francia, que se localizaba en el département Alto Rin (en francés Haut-Rhin), de la région Alsacia. Contaba con 4 cantones y 52 comunas.

## Supresión del distrito de Thann
El gobierno francés decidió en su decreto ministerial n.º 2014-1720, de 29 de diciembre de 2014, suprimir los distritos de Guebwiller y Ribeauvillé, y sumarlos a los distritos de Thann y Colmar respectivamente, a fecha efectiva de 1 de enero de 2015.
Con la unión del distrito de Guebwiller y el distrito de Thann, se formó el distrito de Thann-Guebwiller.
Así mismo, por orden de dicho decreto, la comuna de Bernwiller que hasta ese momento pertenecía al distrito de Thann, pasó a formar parte del distrito de Altkirch.

## División territorial

### Cantones
Los cantones del distrito de Thann eran:
1. Cantón de Cernay
2. Cantón de Masevaux
3. Cantón de Saint-Amarin
4. Cantón de Thann

### Comunas
| 1. Aspach-le-Bas (68011)       | 2. Aspach-le-Haut (68012)   | 3. Bernwiller (68031)           | 4. Bitschwiller-lès-Thann (68040) |
| 5. Bourbach-le-Bas (68045)     | 6. Bourbach-le-Haut (68046) | 7. Burnhaupt-le-Bas (68059)     | 8. Burnhaupt-le-Haut (68060)      |
| 9. Cernay (68063)              | 10. Dolleren (68073)        | 11. Fellering (68089)           | 12. Geishouse (68102)             |
| 13. Goldbach-Altenbach (68106) | 14. Guewenheim (68115)      | 15. Husseren-Wesserling (68151) | 16. Kirchberg (68167)             |
| 17. Kruth (68171)              | 18. Lauw (68179)            | 19. Leimbach (68180)            | 20. Malmerspach (68199)           |
| 21. Masevaux (68201)           | 22. Michelbach (68206)      | 23. Mitzach (68211)             | 24. Mollau (68213)                |
| 25. Moosch (68217)             | 26. Mortzwiller (68219)     | 27. Niederbruck (68233)         | 28. Oberbruck (68239)             |
| 29. Oderen (68247)             | 30. Rammersmatt (68261)     | 31. Ranspach (68262)            | 32. Rimbach-près-Masevaux (68275) |
| 33. Roderen (68279)            | 34. Saint-Amarin (68292)    | 35. Schweighouse-Thann (68302)  | 36. Sentheim (68304)              |
| 37. Sewen (68307)              | 38. Sickert (68308)         | 39. Soppe-le-Bas (68313)        | 40. Soppe-le-Haut (68314)         |
| 41. Staffelfelden (68321)      | 42. Steinbach (68322)       | 43. Storckensohn (68328)        | 44. Thann (68334)                 |
| 45. Uffholtz (68342)           | 46. Urbès (68344)           | 47. Vieux-Thann (68348)         | 48. Wattwiller (68359)            |
| 49. Wegscheid (68361)          | 50. Wildenstein (68370)     | 51. Willer-sur-Thur (68372)     | 52. Wittelsheim (68375)           |